# Jeru the Damaja

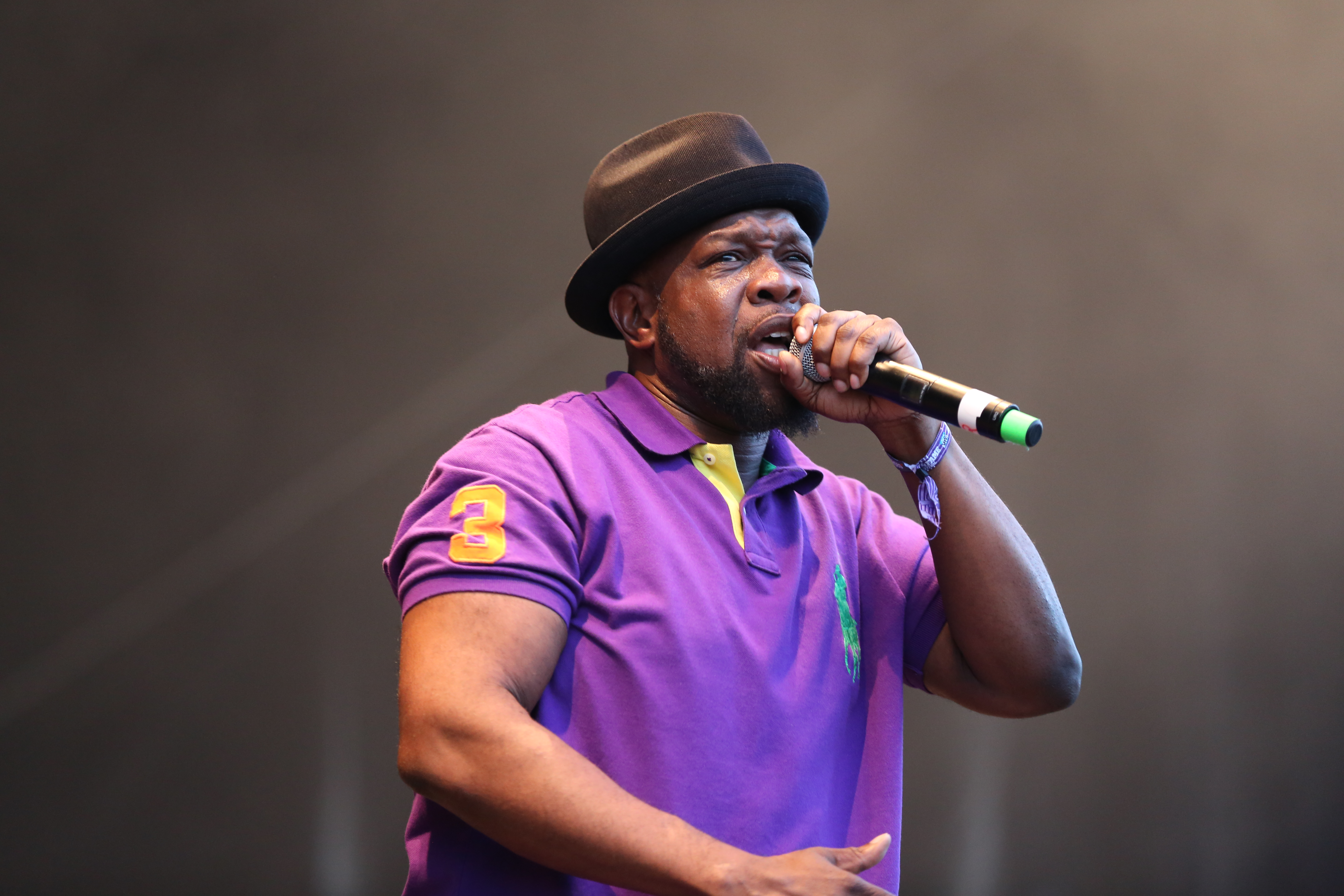
Jeru the Damaja beim Out4Fame-Festival (2016)

Jeru the Damaja (* 14. Februar 1972 in Brooklyn, New York; mit bürgerlichem Namen Kendrick Jeru Davis) ist ein US-amerikanischer Rapper.

## Werdegang
Sein Debüt gab er 1992 in dem Stück I’m the Man auf dem Gang-Starr-Album Daily Operation. Später im selben Jahr veröffentlichte er die von DJ Premier produzierte Single Come Clean und im darauf folgenden Jahr sein erstes Album, The Sun Rises in the East. 1996 folgte das zweite, wie sein Vorgänger komplett von DJ Premier produzierte Album Wrath of the Math. Beim nächsten Album Heroz4Hire legte er selbst Hand an die Regler. Das im Jahr 2003 veröffentlichte Album Divine Design ließ er von relativ unbekannten Produzenten produzieren. Beide Alben entfalteten daher nicht die gleiche Wirkung wie seine beiden Erstlinge, konnten aber dennoch inhaltlich überzeugen. Im Jahr 2007 erschien sein neues Album Still Rising.
Jeru kritisiert in seinen Texten eine auf materiellen Besitz ausgerichtete Lebensweise (Da Bitchez, Me or the Papes, Ya Playin’ Yaself), wendet sich gegen Rassismus und Unterdrückung (Jungle Music, Invasion), um nur einige Beispiele zu nennen. Darüber hinaus ist er Taoist und lebte viele Jahre vegetarisch.
Jeru wohnte lange in Berlin.

## Diskografie

### Studioalben
| Jahr | Titel                     | Höchstplatzierung, Gesamtwochen, AuszeichnungChartplatzierungen (Jahr, Titel, Platzierungen, Wochen, Auszeichnungen, Anmerkungen) | Höchstplatzierung, Gesamtwochen, AuszeichnungChartplatzierungen (Jahr, Titel, Platzierungen, Wochen, Auszeichnungen, Anmerkungen) | Anmerkungen                            |
| Jahr | Titel                     | UK | US | Anmerkungen                            |
| ---- | ------------------------- | --- | --- | -------------------------------------- |
| 1994 | The Sun Rises in the East | — | US36 (9 Wo.)US | Erstveröffentlichung: 24. Mai 1994     |
| 1996 | Wrath of the Math         | UK79 (1 Wo.)UK | US35 (5 Wo.)US | Erstveröffentlichung: 15. Oktober 1996 |

Weitere Veröffentlichungen:
- 1999: Heroz4Hire
- 2003: Divine Design
- 2007: Still Rising
- 2014: The Hammer EP

### Singles
| Jahr | Titel Album                                          | Höchstplatzierung, Gesamtwochen, AuszeichnungChartplatzierungen (Jahr, Titel, Album, Platzierungen, Wochen, Auszeichnungen, Anmerkungen) | Höchstplatzierung, Gesamtwochen, AuszeichnungChartplatzierungen (Jahr, Titel, Album, Platzierungen, Wochen, Auszeichnungen, Anmerkungen) | Anmerkungen                         |
| Jahr | Titel Album                                          | UK | US | Anmerkungen                         |
| ---- | ---------------------------------------------------- | --- | --- | ----------------------------------- |
| 1993 | Come Clean The Sun Rises in the East                 | — | US88 (4 Wo.)US | Erstveröffentlichung: Oktober 1993  |
| 1994 | You Can't Stop the Prophet The Sun Rises in the East | UK84 (1 Wo.)UK | — | Erstveröffentlichung: November 1994 |
| 1996 | Ya Playin' Yaself Wrath of the Math                  | UK67 (2 Wo.)UK | — | Erstveröffentlichung: November 1996 |
| 1997 | Me or the Papes Wrath of the Math                    | UK77 (2 Wo.)UK | — | Erstveröffentlichung: Mai 1997      |